# Less Than Jake
Less Than Jake es un grupo americano de ska punk creado en 1992 en la ciudad de Gainesville, Florida. En sus inicios fueron un trío influenciado por el renacimiento del punk de los 90 y el rock alternativo en general, siendo sus mayores influencias el grupo punk británico SNUFF, con el que compartirían discográfica más tarde en Fat Wreck Chords.

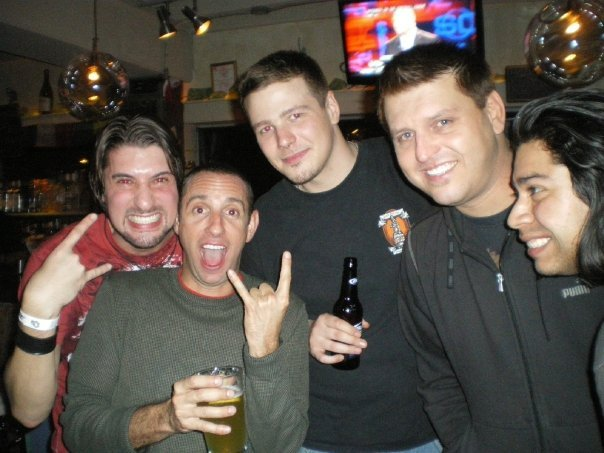
Foto del grupo - 1995

La divertida historia del nombre del grupo, viene a partir del nombre del perro del ex-batería del grupo Vinnie Fiorello. Su perro de nombre "Jake" era mejor tratado en su casa que cualquiera persona de las que vivían allí, así que en aquella casa todos eran "Menos que Jake" (Less Than Jake).
En la actualidad Less Than Jake está formado por el vocalista y guitarra Chris Demakes, el bajista y vocalista Roger Manganelli, el batería Matt Yonker, Buddy Schaub con el trombón y el saxofonista Peter "JR" Wasilewski, siendo Chris Demakes y Vinnie Fiorello los únicos que están desde el día de su fundación.
En el año 1993 se auto editan su primeras canciones en un 7 pulgadas que titularon "Smoke Spot". El mismo grupo hizo unas 300 copias de este trabajo que ellos mismos se encargaron de hacer y distribuir. Poco antes del lanzamiento de este disco habían decidido añadir al grupo instrumentos de viento, lo que ya sería una constante en el sonido ska del grupo. No es hasta el año 1995 que graban lo que sería su primer LP, de nombre "Pezcore". El disco contenía 21 canciones que incluían un par de versiones de canciones de series de televisión. Este disco fue lanzado bajo el sello Dill Records y con él se empezaron a hacer un nombre en la escena que estaba en pleno auge, con grupos de su estilo, como No Doubt, vendiendo millones de copias por todo el mundo.
Este auge del estilo los hace firmar al poco tiempo con la discográfica Capitol Records y tardan muy poco en lanzar su segundo "Losing Streak" (1996). Este disco fue todo un éxito en la escena punk ska ya que estaba plagado de canciones pegadizas. En poco tiempo Less Than Jake se habían colocado como uno de los pilares del movimiento ska punk en los Estados Unidos.
En el 1997 giran por primera vez en uno de los primeros "Warped Tour" que poco a poco se irían convirtiendo en la gira de grupos punk más importante del país.
En el año 1998 graban el que sería el disco que le daría la fama definitiva. "Hello Rockview" estaba plagado de sencillos como "All My Best Friends Are Metalheads" o "History of a Boring Town" que les permitió encumbrarse en el puesto 80 de la lista de ventas americana Billboard.
Un año después rompen su contrato con la multinacional Capitol Records y firman por la discográfica del líder de NoFx, Fat Mike. Ya en "Fat Wreck Chords" graban un nuevo disco en el año 2000 que titularían "Borders & Boundaries"que los seguiría manteniendo como uno de los grupos más grandes del movimiento ska punk del mundo.
En el 2002 sacan un disco de rareza con el título "Goodbye Blue & White", que abarca su trayectoria desde 1996 al 2001.
En el 2003 vuelven con nuevo disco que se titularía "Anthem" y que supuso su vuelta a los grandes sellos. Esta vez a Warner Bros. El disco fue un rotundo éxito comercial debutando en el puesto 45 en la lista de los discos más vendidos.
En julio del 2004 el grupo publica "B is for B-sides", incluyendo en este disco canciones que quedaron fuera del anterior. Unos meses después del lanzamiento de este disco lanzan un DVD que titularían "The People’s History of Less Than Jake".
En el año 2005 editan un EP titulado "Absolution for Idiots and Addicts", para poco después lanzar lo que era ya su 6º disco de estudio titulado "In With The Out Crowd" por Sire Records.
En 2008 publican un disco de estudio titulado "GNV FLA", el cual habla sobre Gainesville, la ciudad de Florida donde surgió el grupo.
En 2012 es publicado el disco "Greetings & Salutations from Less Than Jake", el cual recopila las canciones de los EPs y Singles "Season Greetings from Less Than Jake", "Special Greetings from Less Than Jake" y "Goodbye Mr. Personality".

## Discografía
| Año  | Álbum                                         | Discográfica            |
| ---- | --------------------------------------------- | ----------------------- |
| 1995 | Pezcore                                       | Asian Man Records       |
| 1995 | Losers, Kings, and Things We Don't Understand | No Idea Records         |
| 1996 | Losing Streak                                 | Capitol Records         |
| 1997 | Greased                                       | No Idea Records         |
| 1998 | Hello Rockview                                | Capitol Records         |
| 2000 | Borders & Boundaries                          | Fat Wreck Chords        |
| 2002 | Goodbye Blue & White                          | No Idea Records         |
| 2003 | Anthem                                        | Sire Records            |
| 2004 | B Is for B-sides                              | Sire Records            |
| 2006 | In with the Out Crowd                         | Warner Brothers Records |
| 2008 | GNV FLA                                       | Sleep It Off Records    |
| 2010 | TV/EP                                         | Sleep It Off Records    |
| 2011 | Greetings from Less Than Jake                 | Sleep It Off Records    |
| 2013 | See the Light                                 | Fat Wreck Chords        |
| 2016 | Live from Astoria                             | Rude Records            |
| 2017 | Sound the Alarm                               | Pure Noise Records      |
| 2020 | Silver Linings                                | Pure Noise Records      |